# Silvinito

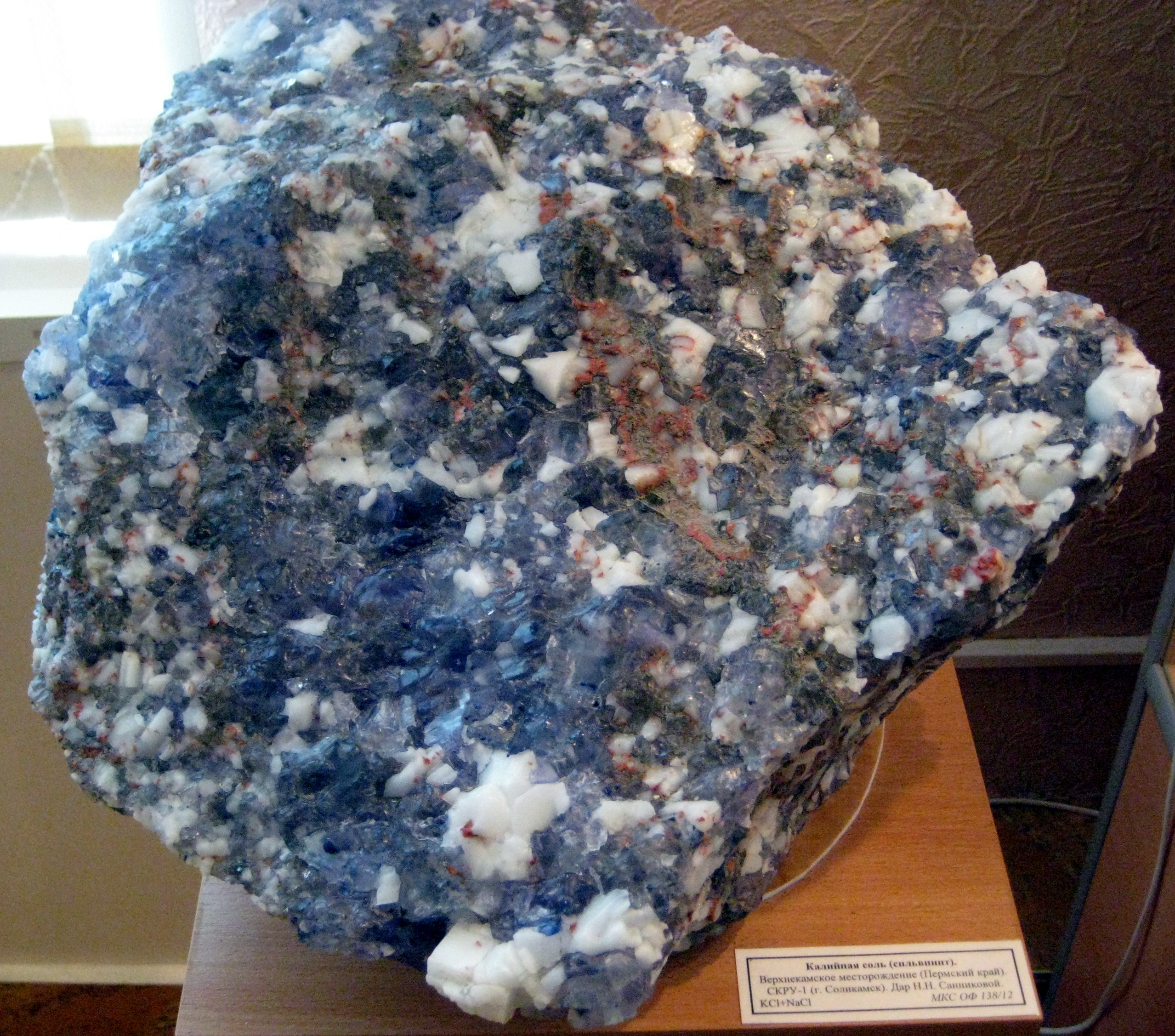
Silvinita do Krai de Perm, na Rússia. As partes negras são silvita e as partes esbranquiçadas são de halita.

Silvinita é um tipo de rocha sedimentar composta por uma mistura mecânica dos minerais silvina (KCl, cloreto de potássio) e halita (NaCl, cloreto de sódio). A silvinita é o minério mais importante para a produção de potassa na América do Norte, na Rússia e no Reino Unido.  Muitas operações de mineração canadenses extraem a silvinita numa proporção de aproximadamente 31% KCl e 66% NaCl com o restante de argilas insolúveis, anidrita e em algumas localidades carnallita. Outros depósitos de silvinita estão em vários países, dentre eles: Alemanha, Bielorrússia, Brasil, Cazaquistão, Eslováquia, Espanha e França.